# 中期票据
中期票据（英文：Medium term note，缩写：MTN或者MTNs），是在银行间债券市场按计划分期发行的，约定在一定期限内还本付息的债务融资工具。因其期限长于商业票据，而短于一般企业债券而得名。中期票据出现于1970年代初，1980年代后在金融创新浪潮高涨和市场管制逐渐放松的双重因素作用下，获得巨大发展。
中期票据的最大特点在于发行人和投资者可以自由协商确定有关发行条款。它被广泛认为可以用来填补商业票据和长期贷款之间的断档，并能够成为5年以下中期贷款的替代品。企业利用中期票据融资，不仅弥补短期流动资金的不足，也可以满足中期资金的需求，如收购企业、设备投资。
公司债券一般都是由投资银行进行承销。中期票据的发行方式则非常多样化。早期主要是靠投资银行尽力推销(best-efforts)，或者发行人自行销售。目前，有些中期票据的发行也开始采取承销方式，但与公司债券最大的不同在于所谓的“反向调查”(reverse inquiry)方式：投资银行先去征求潜在的投资人对发行价格、期限等条款的意见，然后再依据这些潜在投资人的意见发行相应的中期票据。与重视筹资人的传统金融活动不同，这种以投资人需求而非筹资人需求作为起点的发行方式代表了一种新的金融服务理念，它是中期票据市场在90年代中、后期高速发展的关键之处。

## 发展历史
中期票据最初是1972年由通用汽车承兑公司为了匹配大量汽车贷款而设计的。尽管中期票据已有了一级发行市场，但因其二级场的流动性较差及美国证券交易委员会的严格管理，中期票据未能在美国得到迅速发展。1980年代后，美国证券交易委员会逐步放宽了证券发行限制，才使中期票据市场获得飞速发展。1981年，美林证券发行了第一期中期票据，用来填补商业票据与长期贷款之间的空白；之后，福特公司作为非金融机构也发行了首只非金融机构中期票据。随着市场的发展，中期票据逐渐突破了期限的限制，10-30年期限之间的中期票据变得更为普遍。90年代以来，中期票据的市场规模不断扩大，目前美国市场中期票据已成为了公司债券中的主要品种，1993年中期票据占公司债券的比例为21.63%，2005年该比例逐渐上升至39.48%。
1986年，中期票据被推广到欧洲货币市场，迅速被市场接受，逐渐取代了欧洲市场上已有的各种票据包销便利，成为主要的中期融资手段。在欧洲货币市场发行的中期票据，称为欧洲中期票据（EMTNs）。EMTN在继承了欧洲票据欧洲商业票据的一系列产品的优点上又有创新，其利率的计算方式更加灵活，能够适应各种投资者对投资期限的特殊要求和对利率风险的管理要求。

## 票据的发行
中期票据的发行人主要有两种：一种是非金融机构，如工商业企业、公用事业公司等；另一种是金融机构，如财务公司、商业银行等。中期票据的发行者与承销商签订一份发行承销合同。美国市场的承销主要由美林公司、高盛、雷曼兄弟几家大的机构垄断，欧洲货币市场的发行主要采取承销团的方式。每次发行，发行者只要和承销商签订一份定价补充协定，该协定参考承销合同制定。于是发行者节省了每次发行票据重新拟定合同的成本。
中期票据的发行最开始采取凭证式，投资者购买无记名的票据。之后逐渐改用记帐式发行方式。中期票据的定价主要用投標方式进行，也有发行者自己直接定价的。为了让投资者放心投资，中期票据市场建立了信用评级制度，美国市场95%的票据经过了评级。
中期票据的面额都比较大，小投资者没有实力参与。欧洲货币市场票据的通常面额为50万美元和100万美元。美国市场的最小面额为2.5万美元，但是大部分的票据以10万美元的整数倍标值。美国市场上的中期票据通常以30天/360天为基础付息，大多数不可提前赎回或退还。固定利率每半年付息一次，浮动利率一般在利率调整日付息。

## 特点
中期票据不采用包销（firm commitment underwriting）的方式，而是采用代销（Best effort）的方式。承销人不承担销售责任，债券如果没有按照原定发行数额全部售出，则其未售部分退还给发行人。
另外，公司债券的发行是以大额、不连续的方式发行的，而中期票据是以小额、持续或周期性的方式发行的。中期票据在金额、期限和发行时间的择上有很大的灵活性。可以是浮动利率方式发行，也可以是固定利率方式发行。在市场波动较大时，也可利用时机连续发行，便于抓住市场窗口和短暂的投机获利机会。